# Flávia Oliveira
Cet article concerne Flávia Oliveira. Pour le mannequin, voir Flavia de Oliveira.
Flávia Maria Cardoso Oliveira, née le 27 octobre 1981 à Rio de Janeiro, est une coureuse cycliste brésilienne.

## Biographie
Flávia Oliveira est née brésilienne. Elle pratique la natation durant sa jeunesse, tout comme son frère handicapé moteur. Une tendinite à l'épaule à l'âge de 16 ans la pousse à s'essayer à d'autres sports. Elle commence ainsi le football. En 2000, elle obtient ainsi une bourse à l'Université d'État de Californie à Fresno. Elle y étudie la physique. Elle pratique également l'athlétisme et court un semi-marathon en 2004. L'année suivante, elle achète un vélo afin de commencer le triathlon.
Massimo Testa devient son entraîneur et la convainc que mener de front les études, le travail et les trois disciplines du triathlon est très difficile. Elle se consacre alors exclusivement au cyclisme. Elle devient professionnelle en 2009 au sein de l'équipe italienne SC Michela Fanini Record Rox.
En 2014, elle termine deuxième du Grand Prix cycliste de Gatineau battue dans un sprint à deux par Denise Ramsden.
En 2015, elle gagne le classement de la meilleure grimpeuse du Tour d'Italie et prend la septième place du classement général final.
En 2016, à la suite d'une dispute concernant le matériel : Flávia Oliveira souhaitant courir les Jeux olympiques sur le vélo de l'équipe nationale de marque Specialized au lieu du Zannata de son équipe, elle rompt son contrat avec son équipe professionnelle.
Au Tour de l'Ardèche, elle finit deuxième de l'arrivée au sommet du mont Ventoux à près de trois minutes d'Anna Kiesenhofer partie en échappée tôt dans l'étape.  Le lendemain, elle part d'entrée avec Edwige Pitel, Margarita Victoria Garcia et Katarzyna Pawlowska. Le groupe passe au col du Finiel avec trois minutes d'avance sur le peloton maillot rose. Celui-ci revient progressivement sur la tête, ce qui pousse Flávia Oliveira à partir seule. Elle s'impose finalement seule devant ses anciennes compagnonnes d'échappée.  Elle s'empare de la tête du classement général et la conserve jusqu'à la fin de l'épreuve. Elle gagne également le classement de la meilleure grimpeuse.

## Dopage
Lors du Tour du Trentin international féminin 2009, elle est contrôlée positive à l'oxilofrine (en) et est suspendue deux ans par l'agence antidopage américaine. Cette substance faisait partie d'un complément alimentaire qu'elle utilisait, qui listait ce produit sous le nom de mythelsynephrine. Elle plaide coupable, sa suspension se termine le 19 juin 2011,.

## Palmarès

### Palmarès sur route
- 2008
  - 3e de la Cat's Hill Classic
- 2011
  - 2e de la Cat's Hill Classic
  - 3e de la Sea Otter Classic
- 2012
  - 2e de la Nevada City Classic
- 2013
  - 2e de la Sea Otter Classic
  - 3e du championnat du Brésil sur route
- 2014
  - 1re étape du Tour du Costa Rica
  - 3e étape du Tour du Costa Rica
  - 2e du championnat du Brésil sur route
  - 2e du Grand Prix Cycliste de Gatineau
  - 2e du Grand Prix de Oriente
- 2015
  - 3e étape du Tour du Costa Rica
  - 2e du Tour du Costa Rica
  - 7e du Tour d'Italie
- 2016
  - 1re étape du Tour du Costa Rica
  - 2e étape du Tour de Pologne (Contre-la-montre)
  - Tour cycliste féminin international de l'Ardèche :
    - Classement général
    - 4e étape

  - 2e du Tour de Pologne
  - 2e du Tour de Toscane féminin-Mémorial Michela Fanini
  - 3e du Tour du Costa Rica
  -  Médaillée de bronze du championnat panaméricain sur route
- 2018
  - 2e du Tour du Guatemala
- 2019
  - 2e du championnat du Brésil sur route
  - 2e du championnat du Brésil du contre-la-montre
  - 3e de La Picto-Charentaise

### Classements mondiaux
| Année                                 | 2009 | 2010 | 2011 | 2012 | 2013 | 2014 | 2015 | 2016 | 2017 | 2018 | 2019 |
| ------------------------------------- | ---- | ---- | ---- | ---- | ---- | ---- | ---- | ---- | ---- | ---- | ---- |
| Classement UCI                        | 136e | nc   | 134e | 272e | 167e | 23e  | 60e  | 39e  | 168e | 141e | 109e |
| UCI World Tour                        |      |      |      |      |      |      |      | nc   | 76e  | nc   | 99e  |
|                                       |      |      |      |      |      |      |      |      |      |      |      |
| Légende : nc = non classéSource : UCI |      |      |      |      |      |      |      |      |      |      |      |